# Czerni djał
Czerni djał (bułg. Черни дял) – wieś w Bułgarii, w obwodzie Wielkie Tyrnowo, w gminie Elena. W 2024 roku liczyła 12 mieszkańców.